# Fuerza electromotriz

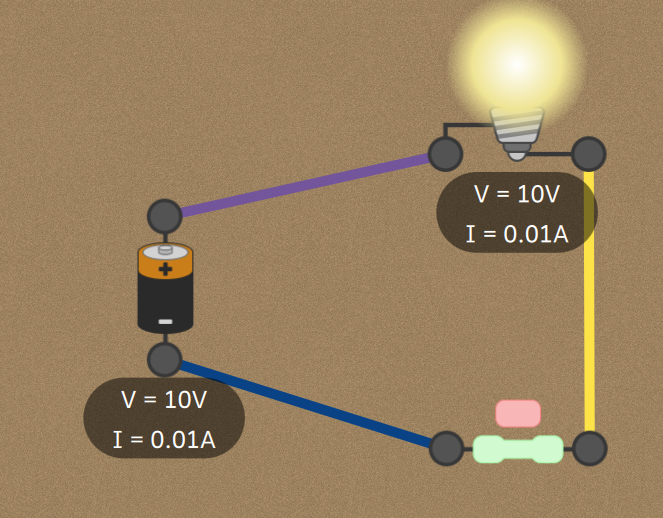
Circuito eléctrico. La pila genera la fuerza electromotriz necesaria para que funcione la bombilla

En electromagnetismo y electrónica, fuerza electromotriz  o  voltaje inducido (también electromotancia, abreviada fem, denotada como {\displaystyle {\mathcal {E}}}) es la acción eléctrica producida por una fuente no eléctrica, medida en voltios. Los dispositivos llamados transductores eléctricos proporcionan una fem mediante la conversión de otras formas de energía en energía eléctrica, como baterías y pilas eléctricas (que convierten energía química) o generadores (que convierten energía mecánica). Esta conversión de energía se consigue mediante fuerzas físicas aplicando trabajo físico sobre cargas eléctricas. Sin embargo, el término "fuerza electromotriz" no es realmente una fuerza. El error de Volta de etiquetarla como "fuerza" es un nombre erróneo que persiste como reliquia histórica.
La fem es toda causa capaz de mantener una diferencia de potencial entre dos puntos de un circuito abierto o de producir una corriente eléctrica en un circuito cerrado. Es una característica de cada generador eléctrico. Con carácter general puede explicarse por la existencia de un campo electrostático conservativo Ecs cuya circulación define el voltaje inducido del generador:
{\displaystyle {\mathcal {E}}=-\int _{A}^{B}{\boldsymbol {E}}_{\mathrm {cs} }\cdot \mathrm {d} {\boldsymbol {\ell }}\ ,}
donde ‘·’ denota el producto escalar.
Una analogía electrónica-hidráulica puede ver la fem como el trabajo mecánico realizado al agua por una bomba, que da lugar a una diferencia de presión (análoga al voltaje).
En inducción electromagnética, la fem puede definirse alrededor de una espira cerrada de un conductor como el trabajo electromagnético que se realizaría sobre una carga eléctrica (como un electrón) si se desplazara una vez alrededor de la espira.
Para dispositivos de dos terminales modelados como un circuito equivalente de Thévenin, se puede medir una emf equivalente como la tensión en circuito abierto entre los dos terminales. Esta emf puede conducir una corriente eléctrica si se conecta un circuito externo a los terminales, en cuyo caso el dispositivo se convierte en la fuente de tensión de ese circuito.
Aunque una fem da lugar a una tensión y puede medirse como una tensión y a veces puede llamarse informalmente "voltaje", no son el mismo fenómeno.

## Unidades de medida
El voltaje (también llamado diferencia de potencial o tensión) se define como el trabajo que el generador realiza para pasar por su interior la unidad de carga negativa del polo negativo al positivo, dividido por el valor en culombios de dicha carga, esto es: julios/culombio. Normalmente se mide en voltios (V) que equivale a julios entre culombio (J/C), pero estas son unidades derivadas del sistema internacional. En el sistema internacional sus unidades básicas son metro cuadrado por kilogramo partido por segundo al cubo por amperio: m²·kg·s-3·A-1.

## Justificación y causa
Esto se justifica en el hecho de que cuando circula esta unidad de carga por el circuito exterior al generador, desde el polo positivo al negativo, es necesario realizar un trabajo o consumo de energía (mecánica, química, etcétera) para transportarla por el interior desde un punto de menor potencial (el polo negativo al cual llega) a otro de mayor potencial (el polo positivo por el cual sale).
Por lo que queda que:
{\displaystyle {\mathcal {E}}={\frac {\mathrm {d} W}{\mathrm {d} q}}\,\!}.

## Relación con otras partes de la física
Se relaciona con la diferencia de potencial {\displaystyle \Delta U} entre los bornes y la resistencia interna {\displaystyle r\,\!} del generador mediante la fórmula {\displaystyle {\displaystyle \Delta U={\mathcal {E}}-ir_{i}\,\!}} (el producto {\displaystyle ir\,\!} es la caída de potencial que se produce en el interior del generador a causa de la resistencia óhmica que ofrece al paso de la corriente). El ε de un generador coincide con la diferencia de potencial en circuito abierto.

## Ecuaciones matemáticas
La fuerza electromotriz en un circuito cerrado es igual a la variación del flujo de inducción {\displaystyle \phi \,} del campo magnético que lo atraviesa en la unidad de tiempo, lo que se expresa por la ecuación (Ley de Faraday):
{\displaystyle {\mathcal {E}}\ ={\frac {\Delta \Phi }{\Delta t}}\,\!}.
A esta ley se le añade un signo ‘-’ que indica que el sentido de ε inducido es tal que se opone al descrito por la ley de Faraday. A pesar de que lo único que cambia es el signo, esta "nueva" ley recibe el nombre de Ley de Lenz: 
{\displaystyle {\mathcal {E}}\ =-{\frac {\Delta \Phi }{\Delta t}}\,\!}.

## Definiciones formales
Dentro de una fuente de fem (como ser una batería) que se encuentra en circuito abierto, ocurre una separación de carga entre la terminal negativa N y la terminal positiva P.
Ello da lugar a un campo electrostático {\displaystyle {\boldsymbol {E}}_{\mathrm {circuito\ abierto} }} que apunta de P a N, donde la fem de la fuente debe ser capaz de inducir una corriente de N a P cuando se la conecta a un circuito.
Ello lleva a Max Abraham a introducir el concepto de un campo no electroestático {\displaystyle {\boldsymbol {E}}'} que existe solo dentro de la fuente de fem.
En el caso de un circuito abierto, {\displaystyle {\boldsymbol {E}}'=-{\boldsymbol {E}}_{\mathrm {circuito\ abierto} }}, mientras que cuando la fuente se encuentra conectada a un circuito el campo eléctrico {\displaystyle {\boldsymbol {E}}} dentro de la fuente cambia pero {\displaystyle {\boldsymbol {E}}'} permanece esencialmente inalterado.
En el caso de un circuito abierto, el campo electroestático conservativo creado por la separación de carga cancela en forma exacta las fuerzas que producen la fem. 
Expresándolo en lenguaje matemático:
{\displaystyle {\mathcal {E}}_{\mathrm {fuente} }=\int _{N}^{P}{\boldsymbol {E}}'\cdot \mathrm {d} {\boldsymbol {\ell }}=-\int _{N}^{P}{\boldsymbol {E}}_{\mathrm {circuito\ abierto} }\cdot \mathrm {d} {\boldsymbol {\ell }}=V_{P}-V_{N}\ ,}
donde {\displaystyle {\boldsymbol {E}}_{\mathrm {circuito\ abierto} }} es el campo electroestático conservativo creado por la separación de carga asociada con la fem, {\displaystyle \mathrm {d} {\boldsymbol {\ell }}} es un elemento del camino de la terminal N a la terminal P, '{\displaystyle \cdot }' representa el producto escalar de vectores, y {\displaystyle V} es el potencial eléctrico escalar. 
Esta fem es el trabajo realizado en una carga unitaria por el campo no electroestático de la fuente {\displaystyle {\boldsymbol {E}}'} cuando la carga se desplaza de N a P.
Cuando la fuente se conecta a una carga, su fem es
{\displaystyle {\mathcal {E}}_{\mathrm {fuente} }=\int _{N}^{P}{\boldsymbol {E}}'\cdot \mathrm {d} {\boldsymbol {\ell }}\ ,}
y ya no tiene una relación simple con el campo eléctrico {\displaystyle {\boldsymbol {E}}} dentro de ella.
En el caso de un camino cerrado en presencia de un campo magnético variable, la integral del campo eléctrico alrededor de un loop cerrado (estacionario)  {\displaystyle C} puede no ser nula.
Entonces, la "fem inducida" (a menudo denominado "voltaje inducido") en el loop es:
{\displaystyle {\mathcal {E}}_{C}=\oint _{C}{\boldsymbol {E}}\cdot \mathrm {d} {\boldsymbol {\ell }}=-{\frac {d\Phi _{C}}{dt}}=-{\frac {d}{dt}}\oint _{C}{\boldsymbol {A}}\cdot \mathrm {d} {\boldsymbol {\ell }}\ ,}
donde {\displaystyle {\boldsymbol {E}}} es el campo eléctrico total, conservativo y no conservativo, y la integral se realiza sobre una curva cerrada arbitraria pero estacionaria {\displaystyle C} a través del cual hay un flujo magnético variable {\displaystyle \Phi _{C}}, y {\displaystyle {\boldsymbol {A}}} es el potencial vectorial.
El campo electrostático no contribuye a la fem neta alrededor de un circuito porque la parte electrostática del campo eléctrico es conservativa (o sea, el trabajo realizado contra el campo alrededor de una trayectoria cerrada es cero, ver ley de Kirchhoff para el voltaje, lo cual es válido, siempre que los elementos del circuito permanezcan en reposo y se ignore la radiación).
Es decir, la "fem inducida" (como la emf de una batería conectada a una carga) no es una "tensión" en el sentido de una diferencia de potencial eléctrico escalar.
En el loop {\displaystyle C} es un conductor que transporta corriente {\displaystyle I} en la dirección de integración a lo largo del loop, y el flujo magnético se debe a la corriente, se tiene que {\displaystyle \Phi _{B}=LI}, donde {\displaystyle L} es la autoinductancia del loop.
Adicionalmente, el loop incluye una espira que se extiene del punto 1 al 2, de forma tal que el flujo magnético en gran medida se encuentra ubicado en esa región, es común referirse a esa región como un inductor, y considerar que su fem se encuentra ubicada en esa región.
Entonces se puede considear un loop distinto {\displaystyle C'} que consiste de una espira conductora desde 1 a 2, y una línea imaginaria desde el centro de la espira desde 2 a 1.  
El flujo magnético, y fem, en el loop {\displaystyle C'} es esencialmente el mismo que en el loop {\displaystyle C}:{\displaystyle {\mathcal {E}}_{C}={\mathcal {E}}_{C'}=-{\frac {d\Phi _{C'}}{dt}}=-L{\frac {dI}{dt}}=\oint _{C}{\boldsymbol {E}}\cdot \mathrm {d} {\boldsymbol {\ell }}=\int _{1}^{2}{\boldsymbol {E}}_{\mathrm {conductor} }\cdot \mathrm {d} {\boldsymbol {\ell }}-\int _{1}^{2}{\boldsymbol {E}}_{\mathrm {center\ line} }\cdot \mathrm {d} {\boldsymbol {\ell }}\ .}

En el caso de un buen conductor, {\displaystyle {\boldsymbol {E}}_{\mathrm {conductor} }} es muy pequeño, por lo que una buena aproximación es,
{\displaystyle L{\frac {dI}{dt}}=\int _{1}^{2}{\boldsymbol {E}}_{\mathrm {center\ line} }\cdot \mathrm {d} {\boldsymbol {\ell }}=V_{1}-V_{2}\ ,}
donde {\displaystyle V} es el potencial eléctrico escalar a lo largo de la línea entre los puntos 1 y 2.
Por lo tanto, se puede asociar una "caida de voltaje" efectiva {\displaystyle L\ dI/dt} con un inductor (a pesar de que nuestro entendimiento básico de la fem inducida se basa en el potencial vector en vez de en el potencial escalar), y considerarlo como un elemento de carga en la ley de voltaje de Kirchhoff,
{\displaystyle \sum {\mathcal {E}}_{\mathrm {fuente} }=\sum _{\mathrm {elementos\ carga} }\mathrm {caida\ voltaje} ,}
donde ahora la fem inducida no se considera una fem fuente.
Esta definición puede extenderse a fuentes arbitrarias de fem y trayectorias {\displaystyle C} desplazándose con una velocidad {\displaystyle {\boldsymbol {v}}} a través del campo eléctrico {\displaystyle {\boldsymbol {E}}} y el campo magnético {\displaystyle {\boldsymbol {B}}}:
{\displaystyle {\begin{aligned}{\mathcal {E}}&=\oint _{C}\left[{\boldsymbol {E}}+{\boldsymbol {v}}\times {\boldsymbol {B}}\right]\cdot \mathrm {d} {\boldsymbol {\ell }}\\&\qquad +{\frac {1}{q}}\oint _{C}\mathrm {Fuerzas\ quimicas\ efectivas\ \cdot } \ \mathrm {d} {\boldsymbol {\ell }}\\&\qquad \qquad +{\frac {1}{q}}\oint _{C}\mathrm {Fuerzas\ termicas\ efectivas\ \cdot } \ \mathrm {d} {\boldsymbol {\ell }}\ ,\end{aligned}}}
la cual es en alguna medida una ecuación conceptual, porque la determinación de las "fuerzas efectivas" es difícil.
El término {\displaystyle \oint _{C}\left[{\boldsymbol {E}}+{\boldsymbol {v}}\times {\boldsymbol {B}}\right]\cdot \mathrm {d} {\boldsymbol {\ell }}}
a menudo es denominado un "fem de movimiento".

## Aplicaciones prácticas
La aplicación más importante del movimiento relativo se ve en los generadores eléctricos. En un generador de corriente, los electroimanes están dispuestos en una carcasa cilíndrica. Los conductores, en forma de bobinas, se rotan sobre un núcleo de tal manera que las bobinas continuamente cortan las líneas de campo magnético. El resultado es un voltaje inducido en cada uno de los conductores. Estos conductores están conectados en serie, y los voltajes inducidos se suman para producir voltaje de salida del generador.
Toda central capaz de producir energía eléctrica, independientemente de la fuente de la que provenga, utiliza estas leyes físicas. También, la ley es útil a la inversa, es decir, a partir de energía eléctrica se puede producir movimiento, un claro ejemplo son los motores eléctricos.
Esto es posible debido a la simple relación entre la diferencia de potencial y el trabajo.
{\displaystyle W=-\Delta V_{ab}}
Esta ley no es específica de ε. Cualquier cambio en el voltaje, ya sea inducido o no, puede generar trabajo. Y cualquier trabajo puede generar una diferencia de potencial (recuérdese que diferencia de potencial, voltaje y tensión son sinónimos).